# Méthode Moorsom
La méthode Moorsom, Moorsom System en anglais, est une ancienne jauge britannique d'usage international destinée à calculer la capacité d'un navire en tonneaux. Officialisée en 1854 par le Merchant Shipping Act, elle porte communément le nom de George Moorsom qui dirigeait la commission d'étude sur les tonnages. Elle a été généralisée par les termes de la convention d'Oslo du 10 octobre 1947, puis remplacée par la jauge UMS (Universal Measurement System) adoptée par l'Organisation maritime internationale en 1969. 

## Historique
De 1773 à 1835, le Builder's Old Measurement est la jauge permettant de calculer le tonnage d'un navire fréquentant les ports britanniques. Comme le creux est estimé à la moitié de la largeur du navire, il s'ensuit une dérive qui consiste à lancer des bateaux de commerce de plus en plus profonds par rapport à leur largeur afin d'être le moins pénalisés qu'il se peut sur le tonnage. Le tonnage sert en effet à définir le montant des taxes portuaires, de douane et le montant des assurances. Pour contrer cette exploitation abusive et dangereuse de la jauge, une commission est nommée en 1822. Il n'en sort aucun résultat. En 1833, une nouvelle commission est désignée. Elle modifie le Builder's Old Measurement pour un New Measurement qui définit plus précisément les mesures à effectuer pour évaluer le tonnage brut, la jauge brute. Des déductions sont effectuées pour les volumes occupés par le moteur et les chaudières. Le New Measurement prend effet en 1835, et est remplacé par Merchant Shipping Act de 1854 qui définit encore plus précisément les volumes à prendre en compte pour évaluer les capacités commercialement exploitables des navires en fret ou en passagers. Le Merchant Shipping Act de 1854 porte communément le nom de George Moorsom qui 
dirigeait la commission sur les tonnages. Cette méthode Moorsom a été révisée en 1867, 1876 et 1889. Un nouveau Merchant Shipping Act a été adopté en 1894.
Le Builder's Old Measurement est également remplacé par Thames Measurement pour les navires de plaisance.

## Description de la jauge
Le tonneau de jauge (register ton) est défini comme un volume de 100 pieds cubes. Cette valeur a été retenue parce qu'elle correspond au tonnage des navires existants, au Royaume-Uni, en 1854 à l'époque du Merchant Shipping Act. Le tonnage d'un navire est déterminé en fonction de la capacité de transport d'un navire, sans considérer la nature des marchandises transportées. Le document d'enregistrement d'un navire, délivré par l'autorité nationale désignée, par exemple le service de la douane, comprend deux tonnages : le tonnage brut, ou jauge brute (gross tonnage ou gross register tonnage), qui donne la capacité totale du navire, et la jauge nette (nett register tonnage) qui donne la capacité de chargement à usage commercial en marchandises et passagers. C'est la jauge nette qui sert de base aux diverses taxes ou rémunérations de services comme le pilotage maritime.
Le fait de distinguer deux tonnages est une innovation par rapport aux jauges précédentes.

### Jauge brute
La jauge brute est obtenue par la somme des tonnages des éléments suivants :
- tous les espaces situés sous le pont de référence pour la jauge (tonnage deck),
- les éventuels espaces clos situés au-dessus de ce pont,
- les espaces situés entre les différents ponts,
- les espaces situés sous les ponts partiels comme les gaillards,
- la dunette,
- les compartiments machine, d'éclairage et de ventilation.

Le pont de référence pour la jauge est le pont supérieur pour les navires ayant moins de trois ponts complets, le second pont complet d'en dessous pour les autres.
Les volumes en pieds cubes sont divisés par 100 pour obtenir la jauge brute en tonneaux (Gross Register Tonnage ou GRT).
Afin d'obtenir des résultats les plus précis possibles un certain nombre de sections différentes du navire sont considérées en fonction de la longueur du pont de référence.

### Jauge nette
La jauge nette (Nett Register Tonnage ou NRT) est obtenue en retirant de la jauge brute tous les espaces qui n'ont pas d'usage commercial, en particulier :
- les compartiments dédiés à la propulsion du navire ;
- les espaces réservés à l'équipage et aux apprentis ainsi qu'à leurs effets personnels.